# Jeroen van Vliet

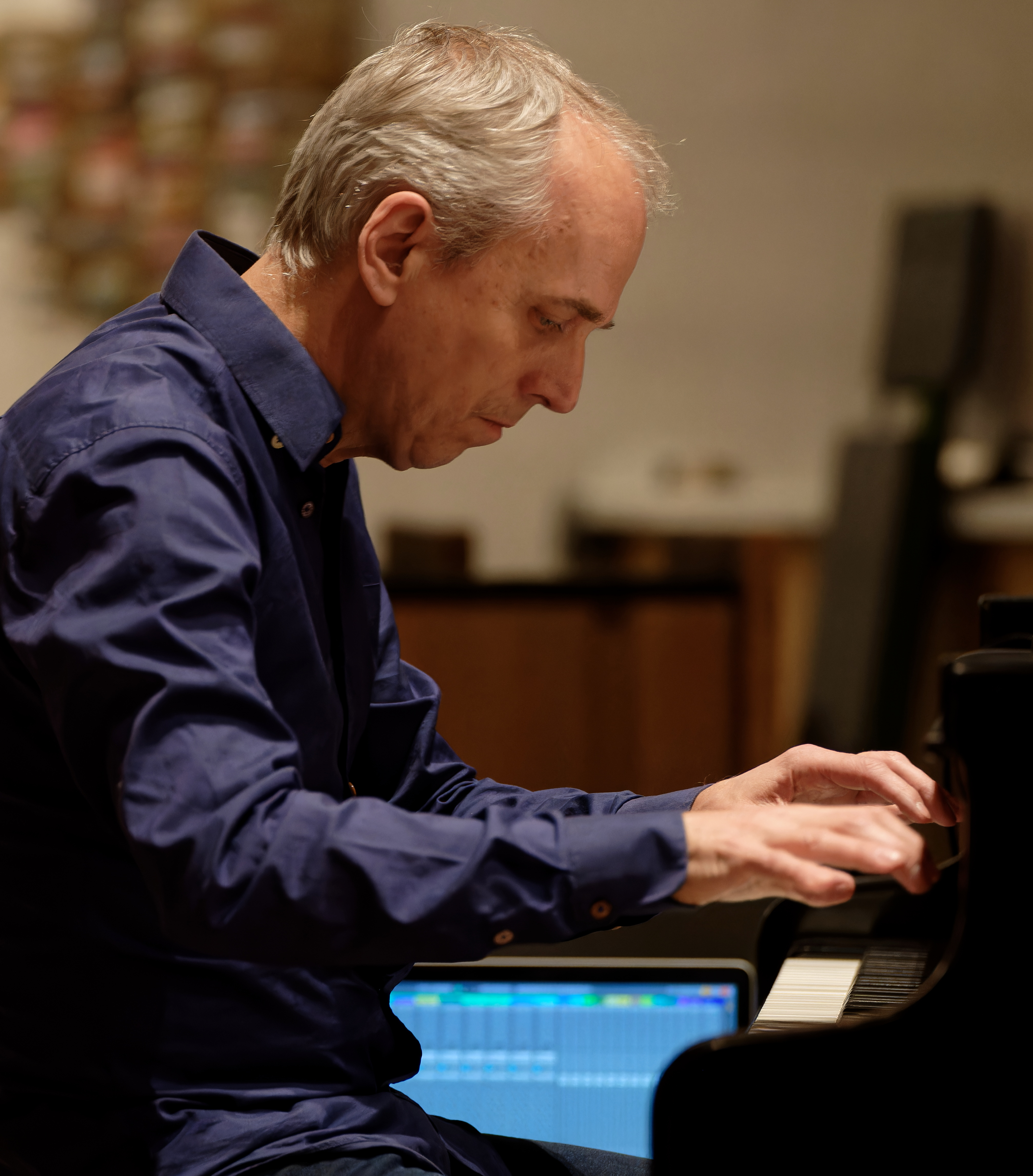
Jeroen van Vlieth mit der Markus Stockhausen Group in der Stadtkirche Darmstadt am 3. März 2024

Jeroen van Vliet (* 8. April 1965 in Rosmalen) ist ein niederländischer Jazzpianist, Keyboarder und Komponist.

## Leben und Wirken
Jeroen van Vliet studierte Piano bei Willem Kühne und Bert van den Brink; 1991 schloss er seine Studien am Musikkonservatorium  Utrecht ab. In dieser Zeit arbeitete er in der Formation Iris und mit den Gruppen von Paul van Kemenade und Eric van der Westen; in den folgenden Jahren spielte er u. a. auch mit Bob Malach, Kenny Wheeler, John Zorn, Norma Winstone, Charlie Mariano und Erkan Oğur. In den 1990er-Jahren gehörte er zur Formation Contraband (u. a. mit Theo Jörgensmann, Paul van Kemenade, Rutger van Otterloo, Eckard Koltermann, Eric van der Westen); mit einem Teil dieser Musiker bildete er im folgenden Jahrzehnt das Impressionistic Improvisers Quartet (gleichnamiger Tonträger 2007). Auch trat er mit Dick de Graaf (Mooving Target) und dem Low Motion Trio von Wiro Mahieu auf. Mit Eric Vloeimans spielte er in der Formation Gatecrash, die 2007 mit dem Edison ausgezeichnet wurde. 2006 erhielt van Vliet die Carte Blanche, um im Bimhuis eine Formation zusammenzustellen; das Konzert wurde im nationalen Rundfunk übertragen. In den 2000er-Jahren arbeitete er mit der Band Estafest! (mit Oene van Geel, Anton Goudsmit, Mete Erker), dem Sextett Sikeda und im eigenen Trio (mit Pascal Vermeer und Frans van der Hoeven, Album The Poet & Other Tales). Van Vliet komponierte für Theater- und Tanzgruppen; außerdem erhielt er 2008 einen Kompositionsauftrag für das North Sea Jazz Festival. Weiterhin begleitete er die Sängerinnen Ineke van Doorn, Kristina Fuchs und Simin Tander. Im Bereich des Jazz war er zwischen 1985 und 2010 an 13 Aufnahmesessions beteiligt.

## Preise und Auszeichnungen
Mit 19 Jahren erhielt Van Vliet den Solistenpreis beim Middelsee Jazztreffen Leeuwarden, drei Jahre später mit der Gruppe Iris den Meervaart Jazzconcours in Amsterdam. 2014 wurde van Vliet mit dem angesehenen Boy-Edgar-Preis als herausragender niederländischer Jazzmusiker ausgezeichnet.

## Diskographische Hinweise
- Who's Afraid (1995, solo)
- Red Sun (2001), mit Dré Pallemaerts und Frans van der Hoeven
- En Blanc et Noir (2002), mit Michael Moore und Eric van der Westen
- Unseen Land (2005), mit Mete Eker
- The Poet & Other Tales (2008), mit Pascal Vermeer und Frans van der Hoeven
- Sikeda: Thin Air (2010), Erwin Vann, Afra Mussawisade, Jörg Brinkmann, Pascal Vermeer, Frans van der Hoeven
- Levanter (2018), Eric Vloeimans, Kinan Azmeh
- Angelo Verploegen & Jeroen van Vliet: Little Dancer (2024)